# Steve James
Steve James (Nueva York; 19 de febrero de 1952 - Burbank, California; 18 de diciembre de 1993) fue un actor estadounidense especializado en películas de acción. Además de ser actor, también fue un especialista y un experto en artes marciales.

## Biografía

### Primeros años
Steve W. James nació en una familia de artistas. También creció allí. Su padre, Hubert James, fue trompetista, mientras que su tío James Wall interpretaba un papel en una series infantil en la televisión. Su padrino fue Joe Seneca, un actor americano de los 70, 80 y 90.
Joe Seneca lo llevó al cine, cuando era un niño. De esa manera se despertó en él su interés en artes marciales y en ser actor.

### Carrera
Habiéndose enamorado del teatro en la escuela secundaria, Steve James asistió a C.W. Post College para especializarse en Artes y Cine. Al graduarse allí, se involucró en trabajos teatrales y en comerciales de televisión.  Luego comenzó en el cine como doble, trabajando en producciones de Nueva York como The Warriors (1979), The Wanderers (1979) y Los cazafantasmas (1984). También se volvió experto en artes marciales, particularmente de kung-fu en el estilo Fu Jow Pai (garra de tigre).
Su primer papel importante en el cine fue como compañero de Robert Ginty en The Exterminator (1980). Más tarde interpretó al compañero de estrellas como Michael Dudikoff (3 veces), David Carradine y Chuck Norris. Sus obras más notables fueron American Ninja (1985) y American Ninja 2 (1987).
Steve Jame murió de cáncer de páncreas en su casa en Burbank, California a los 41 años.

### Vida privada
Estuvo casado dos veces. Con su primera mujer, Nava Halimi, él tuvo una hija, Debbi James. También se casó con Christine Pan James, con la que estuvo casado hasta su muerte.